# Ariagner Smith
Ariagner Steven Smith Medina (ur. 13 grudnia 1998 w Somoto) – nikaraguański piłkarz występujący na pozycji napastnika, reprezentant Nikaragui, od 2022 roku zawodnik litewskiego FK Poniewież.